# Üzümlü, Erbaa
Üzümlü là một thị trấn thuộc huyện Erbaa, tỉnh Tokat, Thổ Nhĩ Kỳ. Dân số thời điểm năm 2011 là 1.946 người.